# Nikolaos Papazarkadas
Nikolaos Papazarkadas (* 14. Dezember 1974) ist ein griechischer Klassischer Philologe.

## Leben
Er hat einen BA von der Universität Athen (1998) und einen DPhil von der Universität Oxford (2004). Nach Stationen am Trinity College Dublin und in Oxford ging er 2007 zum Department of Classics und zum Mediterranean Archaeology and Ancient History Program in Berkeley (Professor of Classics – Director of the Sara B. Aleshire Center for the Study of Greek Epigraphy). Er war Gaststipendiat in Harvard (2011) und Princeton (2013). 2014 wurde er zum Senior Fellow am Center for Hellenic Studies der Harvard University ernannt.
Er interessiert sich hauptsächlich für Epigraphik.

## Schriften (Auswahl)
- als Herausgeber mit John Ma und Robert Christopher Towneley Parker: Interpreting the Athenian empire. London 2009, ISBN 0-7156-3784-3.
- Sacred and public land in ancient Athens. Oxford 2011, ISBN 978-0-19-969400-6.
- als Herausgeber mit Paraskevi Martzavou: Epigraphical approaches to the post-classical polis. Fourth century BC to second century AD. Oxford 2013, ISBN 978-0-19-965214-3.
- als Herausgeber: The epigraphy and history of Boeotia. New finds, new prospects. Leiden 2014, ISBN 978-90-04-23052-1.